# Kurt von Schwerin
Pour les articles homonymes, voir Schwerin (homonymie).
Kurt Ludwig Adalbert von Schwerin (né le 4 avril 1817 à Königs Wusterhausen et mort le 13 avril 1884 à Metz) est un général d'infanterie prussien et gouverneur de la forteresse de Metz.

## Biographie

### Origine
Kurt von Schwerin est le fils du capitaine prussien Karl von Schwerin (de) (1770-1829) et sa femme Mathilde, née von Falcken-Plachecka (1788-1846).

### Carrière militaire
Schwerin est éduqué d'abord chez un prédicateur de campagne et étudie ensuite aux maisons des cadets de Potsdam et de Berlin. Pendant sa formation à Berlin, il est, à partir de septembre 1833, page personnel auprès du roi Frédéric-Guillaume III, avant que Schwerin ne soit affecté, le 14 août 1834, au 2e régiment à pied de la Garde de l'armée prussienne en tant que sous-lieutenant. En 1844, il devient adjudant de régiment, participa en 1848 à la répression de la révolte des barricades à Berlin (de) et est promu premier lieutenant à la mi-novembre 1848. Après avoir commandé en tant qu'adjudant la 1re et la 2e brigade de la Garde de la Landwehr, Schwerin devient capitaine et chef de la 6e compagnie en novembre 1853. Avec sa promotion au grade de major, il est transféré le 25 juillet 1857 à l'état-major général de la 2e division d'infanterie à Dantzig. Le 8 mai 1860, on lui confie le commandement d'un bataillon au sein du 14e régiment d'infanterie combiné et, lors de l'étatisation de l'unité, Schwerin est nommé commandant du 1er bataillon à Colberg. Dans cette position, il passe lieutenant-colonel à la mi-octobre 1861 et estmuté le 25 juin 1864 à Mayence avec promotion au grade de colonel comme commandant du 32e régiment d'infanterie. En 1866, Schwerin dirige son régiment pendant la guerre austro-prussienne dans la campagne du Main lors des batailles d'Hammelburg, Werbach, Helmstadt et Roßbrunn. Après l'absence du général de division von Schachtmeyer pour cause de blessure, il a entre-temps pris en plus la direction de sa brigade. Pour son action, il est décoré de l'ordre de l'Aigle rouge de 3e classe avec épées. En 1866, Schwerin transfère son régiment dans la nouvelle garnison de Meiningen.
Après avoir reçu en janvier 1868 la dignité de commandeur de l'ordre de Philippe le Magnanime, Schwerin est nommé le 22 mars 1868 commandant de la 10e brigade d'infanterie à Francfort-sur-l'Oder. Avec cette grande unité, il participe aux batailles de Mars-la-Tour, Saint-Privat, Beaune-la-Rolande, Orléans et Le Mans, à la bataille de Parigné et au siège de Metz en 1870/71 lors de la guerre contre la France. Du 28 octobre au 23 novembre 1870, il dirige brièvement la 5e division d'infanterie du lieutenant général von Stülpnagel.
Décoré des deux classes de la croix de fer ainsi que de l'ordre Pour le Mérite, Schwerin est promu lieutenant-général après le traité de paix le 18 août 1871 et nommé commandant de la 6e division d'infanterie, qui fait partie de l'armée d'occupation en France. Son quartier général se trouve d'abord à Reims, plus tard à Bar-le-Duc. Début août 1873, Schwerin ramène sa division en garnison à Brandebourg-sur-la-Havel. Avec sa nomination au poste de gouverneur de Metz, il cède la division à son successeur von Manteuffel (de) le 19 novembre 1876. En mai de l'année suivante, Schwerin reçoit l'étoile de commandeur de l'ordre de la maison royale de Hohenzollern et est également nommé chanoine de la cathédrale de Brandebourg en septembre 1879 en reconnaissance de ses services. Le 18 septembre 1880, il est promu général d'infanterie et en janvier 1882, à l'occasion de la fête de l'Ordre, il reçoit la Grand-croix de l'ordre de l'Aigle rouge avec feuilles de chêne et épées sur l'anneau. Schwerin décède le 13 avril 1884 d'un accident vasculaire cérébral dans l'exercice de ses fonctions à Metz.

### Famille
Schwerin se marie le 27 octobre 1841 à Berlin avec Auguste Itzcken (1820-1908), fille du marchand Karl August Itzcken. De cette union sont nés trois enfants, Elsbeth Johanna (née en 1842), Kurt (1843-1876) et Katharina Sophie (née en 1845).